# MindsEye
MindsEye est un jeu vidéo d'action-aventure futuriste, développé par Build a Rocket Boy et édité par IOI Partners. Il est sorti le 10 juin 2025 sur PlayStation 5, Xbox Series X/S et Microsoft Windows. Il s'agit du premier jeu produit par Leslie Benzies depuis son départ de Rockstar Games en 2016.

## Système de jeu
MindsEye est un jeu d'action-aventure linéaire à la troisième personne, prenant place dans la ville fictive de Redrock City. Contrairement à Grand Theft Auto, le jeu n’est pas considéré comme un monde ouvert traditionnel mais se rapproche plus d’un Mafia: Definitive Edition. Cependant, un monde ouvert multijoueurs est prévu plus tard comme indiqué dans leur roadmap.
Dans le cadre du système de création « Build.Mindseye » (disponible sur PC), les joueurs peuvent créer du contenu et le rendre disponible aux autres joueurs de MindsEye sur toutes les plateformes disponibles.

## Trame
Le joueur prend le contrôle de Jacob Diaz (incarné par Alex Hernandez), un ancien soldat avec un mystérieux implant neuronal, connu sous le nom de MindsEye. Souffrant de perte de mémoire et de flashbacks, il se dirige vers la métropole désertique fictive de Redrock, où il vise à découvrir les secrets derrière cet implant.

## Développement
MindsEye est développé par Build a Rocket Boy, un studio basé à Édimbourg, en Écosse. Leslie Benzies, connu pour son travail sur les jeux Grand Theft Auto, est le game director du jeu.
En 2023, il a été révélé par l'équipe que MindsEye sera un jeu épisodique dont chaque épisode de MindsEye se déroulera dans "différentes périodes et parties de l'univers", bien que les épisodes soient connectés par un récit global. MindsEye a été décrit par l'équipe comme un jeu cinématographique axé sur l'histoire, qui durera environ 15 heures. Le récit explorera des thèmes tels que l'intelligence artificielle, la technologie, la cupidité et la corruption.
Au départ, MindsEye avait été envisagé comme une expérience premium accessible au sein du metavers Everywhere mais il semblerait que ce ne soit plus d’actualité.
Le 2 juin 2025, seulement une semaine avant la sortie du titre, les directeurs juridique et financier, Riley Graebner et Paul Bland, quittent le studio. Sur le serveur Discord officiel du jeu, cette annonce suscite alors l'inquiétude de nombreux membres de la communauté, l'un d'eux spéculant que « cela pourrait être le signe d'affaires internes très troublantes », ou la preuve que les deux dirigeants « ne veulent pas faire face à d'éventuels problèmes juridiques si MindsEye sort cassé »,,.

## Sortie
MindsEye est révélé pour la première fois à la fin du teaser d’Everywhere à la Gamescom 2022. Un aperçu plus complet du jeu est par la suite publié le 23 mars 2023. 
Le 16 octobre 2024, le studio IO Interactive (derrière la franchise Hitman), via son programme IOI Partners, annonce qu'il s'occupera de la publication du jeu.
Fin mars 2025, IO Interactive révèle dans une bande-annonce la date de sortie du titre, prévue pour le 10 juin 2025,. Le jeu sort bien à cette date sur Windows, Linux, PlayStation 5 et Xbox Series,.

## Réception

### Critique
MindsEye reçoit des critiques globalement négatives de la part de la presse. Le 24 juin 2025, il est alors le jeu le moins bien noté de l’année sur l’agrégateur de notes Metacritic, avec un score de 38/100.
Selon le journaliste spécialisé Rick Lane, travaillant pour le site britannique Eurogamer, le jeu « est plombé par une histoire ridicule, une écriture incohérente, des scénarios de mission mal conçus et des combats tout à fait atroces ».
L'accueil est aussi froid de la part des joueurs, avec 67 % d'avis négatifs sur la plateforme Steam. Devant la multitude de problèmes techniques, Sony a même consenti à rembourser les joueurs de PlayStation 5 (n'ayant pas encore téléchargé le titre) se sentant floués.

### Ventes
Selon le groupe britannique Ampere Analysis, spécialisé en études de marché,  MindsEye aurait attiré près de 250 000 joueurs en deux semaines, dont environ 150 000 sur PlayStation 5 et 35 000 sur PC,,.
Cet échec commercial conduit le studio écossais Build A Rocket Boy à licencier près d'une centaine d'employés durant le mois de juin 2025,,.

## Controverses

### Accusations de dénigrement par les PDG du studio
Le 27 mai 2025, Mark Gerhard, co-président de Build a Rocket Boy et ancien PDG de Jagex, accuse Rockstar Games de mener une campagne de dénigrement contre MindsEye. Selon lui, l'entreprise américaine « ne [voudrait] pas voir Leslie [Benzies] ou Build A Rocket Boy réussir, et [mènerait] un effort concerté pour démolir le jeu et le studio ». Il explique également qu'« il est assez facile de repérer les bots et les réponses répétitives à tous les contenus que [le studio] publie »,,.
Le 2 juillet 2025, Leslie Benzies, le deuxième co-PDG de Build a Rocket Boy, s'adresse à ses employés lors d'un bref appel vidéo et impute alors les difficultés rencontrées par MindsEye à des saboteurs internes et externes,.

### Soupçons quant à l'utilisation de bots par le studio pour générer des critiques positives
Le 16 juin 2025, le youtubeur Mike Channell de la chaîne britannique OutsideXbox (en) accuse Build a Rocket Boy d'utiliser des bots pour générer des critiques positives de MindsEye. Il pointe ainsi de nombreux commentaires identiques publiés sur Facebook, en-dessous de la critique du jeu par le site spécialisé Eurogamer. D'autres internautes ont quant à eux remarqué l'avis particulièrement élogieux d'un utilisateur au compte vide publié sur la plateforme Steam.
Le studio écossais a par la suite réfuté ces accusations, rappelant qu'il « n'a jamais utilisé de bots et [qu'il] n'en utilisera jamais ».